# Romanisation McCune-Reischauer
Pour les articles homonymes, voir McCune et Reischauer.
La romanisation McCune-Reischauer (/mɪ.ˈkjun ˈɹaɪ.ʃaʊ.ɚ/) est un des deux systèmes de romanisation du coréen les plus utilisés. Une version modifiée du système McCune-Reischauer était le système de romanisation officiel en Corée du Sud jusqu'en 2000, année où il a été remplacé par la romanisation révisée du coréen. Une variante de la méthode McCune-Reischauer est encore le système officiel de romanisation en Corée du Nord.
Le système a été créé en 1937 par les Américains George M. McCune (en) et Edwin O. Reischauer. Avec quelques exceptions, le système n'essaye pas de translittérer le hangeul, l'alphabet coréen, mais de retranscrire la prononciation phonétiquement.

## Guide simplifié

### Voyelles
Le coréen possédant plus de voyelles que l'alphabet latin n'en contient, la romanisation McCune-Reischauer utilise des brèves sur les lettres o et u et des regroupements de deux voyelles pour transcrire certains sons.
- Voyelles simples :

| ㅏ | ㅓ | ㅗ | ㅜ | ㅡ | ㅣ | ㅐ | ㅔ | ㅚ | ㅟ |
| a  | ŏ  | o  | u  | ŭ  | i  | ae | e  | oe | wi |

Note : ㅔ est transcrit « ë » après ㅜ et ㅗ.
- Diphtongues :

| ㅑ | ㅕ | ㅛ | ㅠ | ㅒ  | ㅖ | ㅘ | ㅝ | ㅢ | ㅙ  | ㅞ |
| ya | yŏ | yo | yu | yae | ye | wa | wŏ | ŭi | wae | we |

### Consonnes
À la différence des voyelles, certaines consonnes possèdent plusieurs sons suivant leur position dans un mot ou une phrase. Certaines successions de consonnes sont ainsi transcrites dans le système McCune-Reischauer par différentes lettres latines.
La table simplifiée suivante permet d'obtenir une romanisation des consonnes. Elle est généralement suffisante pour transcrire les noms propres, mais ne couvre pas toutes les irrégularités des combinaisons pouvant exister en coréen.
|             |    |    | Initiale |     |     |     |     |     |     |     |     |       |      |      |      |     |
| ㅇ          | ㄱ | ㄴ | ㄷ       | ㄹ  | ㅁ  | ㅂ  | ㅅ  | ㅈ  | ㅊ  | ㅋ  | ㅌ  | ㅍ    | ㅎ   |      |      |     |
|             | k  | n  | t        | (r) | m   | p   | s   | ch  | ch' | k'  | t'  | p'    | h    |      |      |     |
| F i n a l e | ㅇ | ng | ng       | ngg | ngn | ngd | ngn | ngm | ngb | ngs | ngj | ngch' | ngk' | ngt' | ngp' | ngh |
| F i n a l e | ㄱ | k  | g        | kk  | ngn | kt  | ngn | ngm | kp  | ks  | kch | kch'  | kk'  | kt'  | kp'  | kh  |
| F i n a l e | ㄴ | n  | n        | n'g | nn  | nd  | ll  | nm  | nb  | ns  | nj  | nch'  | nk'  | nt'  | np'  | nh  |
| F i n a l e | ㄹ | l  | r        | lg  | ll  | lt  | ll  | lm  | lb  | ls  | lch | lch'  | lk'  | lt'  | lp'  | rh  |
| F i n a l e | ㅁ | m  | m        | mg  | mn  | md  | mn  | mm  | mb  | ms  | mj  | mch'  | mk'  | mt'  | mp'  | mh  |
| F i n a l e | ㅂ | p  | b        | pk  | mn  | pt  | mn  | mm  | pp  | ps  | pch | pch'  | pk'  | pt'  | pp'  | ph  |

Cette table se lit de la façon suivante :
- dans un mot, la transcription de la succession d'une consonne en fin de syllabe et d'une autre consonne au début de la syllabe suivante est donnée à l'intersection d'une ligne (correspondant à la consonne finale de la première syllabe) et d'une colonne (consonne initiale de la deuxième syllabe). Par exemple, dans le terme 한글, la succession des consonnes ㄴ et ㄱ est transcrite par n'g et le mot complet par han'gŭl ;
- pour transcrire une consonne située au début d'un mot ou qui n'est pas précédée d'une autre consonne, on utilise la première ligne ;
- pour transcrire une consonne située en fin de mot ou qui n'est pas suivie d'une autre consonne, on utilise la première colonne.

Les points suivants doivent être cependant mentionnés :
- une consonne située entre deux voyelles est transcrite par sa valeur initiale, sauf ㄱ par g, ㄷ par d, ㅂ par b et ㅈ par j ;
- 쉬 est transcrit par shwi ;
- de manière générale, g, b, d et j sont utilisés si la consonne est voisée, k, p, t et ch si elle est sourde. Cette transcription de la prononciation réelle supplante les combinaisons ci-dessus.

### Exemples
- Exemples simples :
  - 부산 : pusan
  - 못하다 : mothada
  - 먹다 : mŏkta
  - 먹었다 : mŏgŏtta

- Exemples avec assimilation :
  - 연락 : yŏllak
  - 한국말 : han'gukmal
  - 먹는군요 : mŏngnŭn'gunyo
  - 역량 : yŏngnyang
  - 십리 : simni
  - 같이 : kach'i
  - 않다 : ant'a

- Exemples où la prononciation supplante la transcription :
  - 한자 : hancha (hanja, caractère sino-coréen)
  - 외과 : oekwa (chirurgie)
  - 안다 : anta et sa conjugaison 안고 : anko (de fait, tous les verbes se terminant par -ㄴ다 et -ㅁ다 sont transcrits par nta et mta, sauf pour la terminaison du présent progressif -ㄴ다/-는다, transcrite par nda ou nŭnda)
  - 올해 서른여덟입니다 : Olhae sŏrŭnnyŏdŏlbimnida.
  - 좋은 : choŭn (bon)

## Variantes officielles

### Corée du Nord
En Corée du Nord, une variante de McCune-Reischauer est utilisée, où les consonnes aspirées ne sont pas représentées par une apostrophe mais en leur adjoignant un ‹ h ›.
L'autre différence principale concerne les lettres ‹ ㅈ › et ‹ ㅊ › qui sont transcrites respectivement par ‹ j › et ‹ ch ›  et non par ‹ ch › et ‹ ch' › ce qui fait que 자강 est transcrit ‹ Jagang › au lieu de ‹ Chagang › et 청진 est transcrit ‹ Chŏngjin › au lieu de ‹ Ch'ŏngjin ›.

### Corée du Sud
En Corée du Sud, une variante de McCune-Reischauer fut utilisée de 1984 à 2000 avec les différences suivantes :
- 시 est transcrit par shi au lieu de si ;
- plus généralement, les autres syllabes débutant par un son sh plutôt qu'un s (샤, 셔, etc.) sont transcrites par sh plutôt que s. Dans le système original, cette transcription n'existe que dans la combinaison 쉬, shwi ;
- une aspiration provoquée par l'assimilation d'un ㅎ initial est indiquée : 직할시 est ainsi transcrit par Chik'alshi au lieu de Chikhalsi.